# E852
La ruta europea E852 és una carretera que forma part de la Xarxa de carreteres europees. Comença a Ohrid (Macedònia del Nord) i finalitza a la frontera albanesa. Té una longitud de 30 km. Té una orientació d'est a oest.